# Erythropitta
A Erythropitta a madarak osztályának verébalakúak (Passeriformes) rendjébe és a pittafélék (Pittidae) családjába tartozó nem. Besorolásuk vitatott, a  Pitta nemből választották le, de elfogadása a szakértők között, még nem talált teljes elfogadásra.

## Rendszerezésük
A nemet Charles Lucien Jules Laurent Bonaparte francia ornitológus írta le 1854-ben, az alábbi fajok tartoznak ide
- kékszalagos pitta (Erythropitta arquata[1] vagy Pitta arquata)[2]
- gránátpitta (Erythropitta granatina[1] vagy Pitta granatina)[2]
- vénuszpitta (Erythropitta venusta[1] vagy Pitta venusta)[2]
- Erythropitta ussheri[1] vagy Pitta ussheri[2]
- bajszos pitta (Erythropitta kochi[1] vagy Pitta kochi)
- vöröshasú pitta (Erythropitta erythrogaster[1] vagy Pitta erythrogaster)[2]
- sula-szigeteki pitta (Erythropitta dohertyi[1] vagy Pitta dohertyi)[2]
- Erythropitta celebensis[1] vagy Pitta erythrogaster celebensis[2]
- Erythropitta caeruleitorques[1] vagy Pitta erythrogaster caeruleitorques[2]
- Erythropitta palliceps[1] vagy Pitta erythrogaster palliceps[2]
- Erythropitta rufiventris[1] vagy Pitta erythrogaster rufiventris[2]
- Erythropitta macklotii[1] vagy Pitta erythrogaster macklotii[2]
- Erythropitta rubrinucha[1] vagy Pitta erythrogaster rubrinucha[2]
- Erythropitta meeki[1] vagy Pitta erythrogaster meeki[2]
- Erythropitta novaehibernicae[1] vagy Pitta erythrogaster novaehibernicae[2]